# 乌德吉尔
乌德吉尔（Udgir），是印度马哈拉施特拉邦Latur县的一个城镇。总人口91908（2001年）。

## 人口
该地2001年总人口91908人，其中男性48109人，女性43799人；0—6岁人口13483人，其中男6871人，女6612人；识字率70.56%，其中男性为77.57%，女性为62.86%。